# Khor Duweihin
Khor Duweihin est une baie du nord de l'Arabie saoudite. Ce port naturel donne sur le golfe Persique et sépare les Émirats arabes unis du Qatar.
Khor Duweihin est aussi connue sous les noms de Dawhat Duwayhin, Dawḩat Duwayhin, Khawr Duwayhin, Khawr ad Duwayn, Khawr aḑ Ḑuwayn, Khor Duweihin, Khor adh Dhuwaihin, Khor adh Dhuwaihīn, Khor al Dhuwein et Khor al Duwein.
Khor Duweihin est l'un des deux sites sur lesquels le gouvernement saoudien envisage de construire un réacteur nucléaire.